# Thyra Dannebod
 Denne artikel bør gennemlæses af en person med fagkendskab for at sikre den faglige korrekthed.

Dronning Thyra Dannebod eller Thyra Danebod (dronning fra ca. 935 til sin død i ca. 950/958) var hustru til Gorm den Gamle af Danmark og dermed dronning af Danmark. Hun beskrives i middelalderlige kilder som en klog og magtfuld kvinde, men disse kilder varierer dog med hensyn til, hvilke konkrete initiativer hendes magtfuldhed skulle have givet anledning til. Hun omtales første gang på den runesten, som hendes mand Gorm rejste efter hende i Jelling. Her omtales hun tillige for første gang med tilnavnet Danmarkaʀ bōt (Danmarks bod), som nok betyder noget i retning af Danmarks pryd. Endvidere omtales hun på yderligere et antal runesten, hvoraf den kendteste er Den Store Jellingsten rejst af sønnen Harald Blåtand til minde om hans forældre. Hendes fødselstidspunkt er ukendt, og det er ligeledes uklart, hvornår hun blev dronning, men hun har sandsynligvis regeret indtil sin død i midten af 900-tallet.
Hun har øjensynlig for en tid være gravlagt i et gravkammer i Thyras Høj i Jelling, en høj som bl.a. Ravnunge-Tue havde været med til at opføre.

## Navn og levned
Tilnavnet Dannebod eller Danebod er således afledt af de to sidste ord på Den Lille Jellingsten: "Danmarks bod/pryd". Som det fremgår af teksten på denne sten, er hendes navn på runedansk gengivet som Thorvi: kurmr kunukr karthi kubl thusi aft thurui kunu sina tanmarkar but (tanmarkar but: dannebod).
Da Gorm rejste Den Lille Jellingsten som minde over Thyra, må man gå ud fra, at hun døde før ham, og at hun er død senest 958. Ud fra det kan vi antage, at hun var født i begyndelsen af 900-tallet; men oplysningerne om hendes oprindelse og forældre varierer, alt efter kilderne. Nogle mener at hun som "Danmarks pryd" var prinsesse af Danmark; og med Gorm som konge af Jylland kunne Harald Blåtand gennem sin arv fra begge samle Danmark i et rige. Andre tolker hende som en irsk eller engelsk prinsesse.
Blandt andet lader Saxo Thyra være datter af den engelske kong Ethelred, som typisk tolkes som Æthelred af Wessex (Edelradus), som også havde en søn, Æthelstan. Æthelstan forbigås i sin fars testamente til fordel for Harald Blåtand. Et alternativ kan være Edvard den Ældre.
Flere runesten fra samme tid (Læborg-stenen, Bække-stenen 1 i det sydlige Jylland og Horne-stenen i Vestjylland) nævner Thyra. Opførelsen af Thyras Høj i Jelling omtales på Bække-stenen, hvor budskabet om, hvem der opførte højen, oversat til moderne dansk, kan læses som: "Ravnunge-Tue og Fundin og Gnyple, de tre gjorde Thyras Høj" og transkriptionen af indskriften på Læborg-stenen oversættes til: "Ravnunge-Tue huggede disse runer efter Thyre, hans dronning". Det har fået Birgit Sawyer til at foreslå, at dronning Thyra overlevede Gorm, og at Ravnunge-Tue var hendes anden mand. Denne tolkning er kritiseret af Marie Stoklund. I 2023 blev der fremlagt ny forskning, der viste, at Ravnunge-Tue foruden de to runesten i Læborg og Bække og højbyggeriet i Jelling også er personen, der har ristet runerne på den Den Store Jellingsten.
Troværdige eller tilnærmelsesvis samtidige kilder til Thyras liv er fåtallige, og dette sammenholdt med hendes symbolske status gennem tiden gør det svært at sige med sikkerhed, hvem hun var, og hvad hun gjorde, ud over at det var af så stor betydning, at hun er blevet husket.
Sven Aggesen er den første navngivne skribent fra 1100-tallet, der skriver mere udførligt om Thyra Danebod, og han tillægger i sin Brevis Historia Regum Dacie nogle direkte citater fra dronning Thyra. Således skulle hun, ifølge Aggesen, have sagt følgende til den tyske kejsers udsendinge som forklaring på sin egen magtstilling i Danmark:
"..... eftersom hele Riget adlyder mine Vink, og intet offentligt Retsspørgsmaal og heller ingen privat Retstrætte finder sin Afgørelse uden mit Samtykke, saa at jeg, det maa I vide, udøver Magten med Konges og Dronnings Æresstilling paa een Gang".
Foruden sønnen Harald havde hun sønnen Knud, der ifølge sagaerne var ældst. Der har sandsynligvis også været andre børn. Gunnhild Kongemor var ifølge Historia Norvegiæ datter af Thyra og Gorm (hvorimod Heimskringla beskriver hendes herkomst som norsk).

## Dannevirke
Ifølge Saxo var Thyra ansvarlig for bygningen af forsvarsværket Dannevirke i den sydlige del af den jyske halvø (i dag Sydslesvig). Denne tradition fik stor nationalromantisk betydning for Danmark i 1800-tallet, hvor Thyra blev set som vogter af sydgrænsen. Hun blev anset som en beslutsom og stærk dansk dronning og som symbol for Danmarks stærke og sikre forsvar mod syd.
Udgravninger begyndt i 2010 af arkæologer fra Archäologisches Landesamt Schleswig-Holstein og Museum Sønderjylland viser, at der var 4-5 faser af Danevirkevolden. Den ældste er ældre end år 500 e.Kr. altså over 400 år før Thyras tid; og udbygninger fra blandt andet Harald Blåtands tid har ikke fundet sted i Thyras levetid. Historikeren Adam Wagner mener dog, det nok er lidt for tidligt fuldt ud at kunne konkludere, at dronning Thyra ikke skulle kunne have haft indflydelse på udbygningen af et eller flere afsnit af Dannevirke.

## Galleri

### Udvalg af fund fra Thyras Høj
- Nordhøjen i Jelling er opkaldt efter dronning Thyra og kendes derfor som Thyras Høj
- Hængekors af forgyldt kobber. Kan have tilhørt den afdøde
- Forgyldt bogbeslag af kobber med korsfigurer - muligvis fra bønnebog eller lignende
- Hjørne af en sølvtallerken - muligvis del af et nadversæt
- Sølvbæger, 'Jellingbægeret' - kan have været anvendt som nadverbæger
- Et stykke purpurfarvet silkestof formentlig fra en fornem klædedragt
- Lys af bivoks, fundet på en loftsbjælke til gravkammeret